# Joan Tretze
Joan Tretze   (Vilanova i la Geltrú, 24 de juny de 1975), pseudònim de Joan Fuentes Altarriba, és un guionista i autor de còmics. S'ha fet sobretot popular per la creació d'El sistema D13, una sèrie de còmics entorn dels jocs de rol que inicialment va començar a publicar en línea, però que degut al seu èxit han anat sent publicats en paper.
És autor d'El Sistema D13, una sèrie de còmics humorística inicialment publicada en format web el 2009, centrada en els jocs de rol. La sèrie de l'univers El Sistema D13 compta amb diverses continuacions, recopilades en publicacions de paper. Com a guionista de televisió ha dut a terme treballs encarats al públic infantil i juvenil com Wowzzy Baboom i el Club Super 3, entre d'altres.

## Obra publicada
Obra
- El sistemaD13 – ¿?, Ediciones Holocubierta. ISBN 978-84-15763-994 (2014)
- El sistemaD13 – Crítico!, Ediciones Crónicas PSN.[5] ISBN 978-84-608-3931-6 (2015)
- El sistemaD13 – Armagedón, Ediciones Cronicas PSN. ISBN 978-84-617-6991-9 (2017)
- Sobre la mesa – Ediciones Crónicas PSN. ISBN 978-84-697-9962-8 (2018)
- El sistemaD13 – Dungeonautas, Ediciones Crónicas PSN. ISBN 978-09-14800-4 Error en ISBN: longitud ni 10 ni 13 (2019)